# Hilti
Hilti AG (německy Hilti Aktiengesellschaft nebo Hilti AG, též Hilti Group) je lichtenštejnská nadnárodní společnost, která se zabývá výrobou a prodejem nástrojů pro stavebnictví, energetiku a výrobní průmysl. Hilti AG sídlí v lichtenštejnském Schaanu a pobočky má ve více než 120 zemích, továrny a vývojová centry v Evropě, Asii a Jižní Americe.

## Produkce

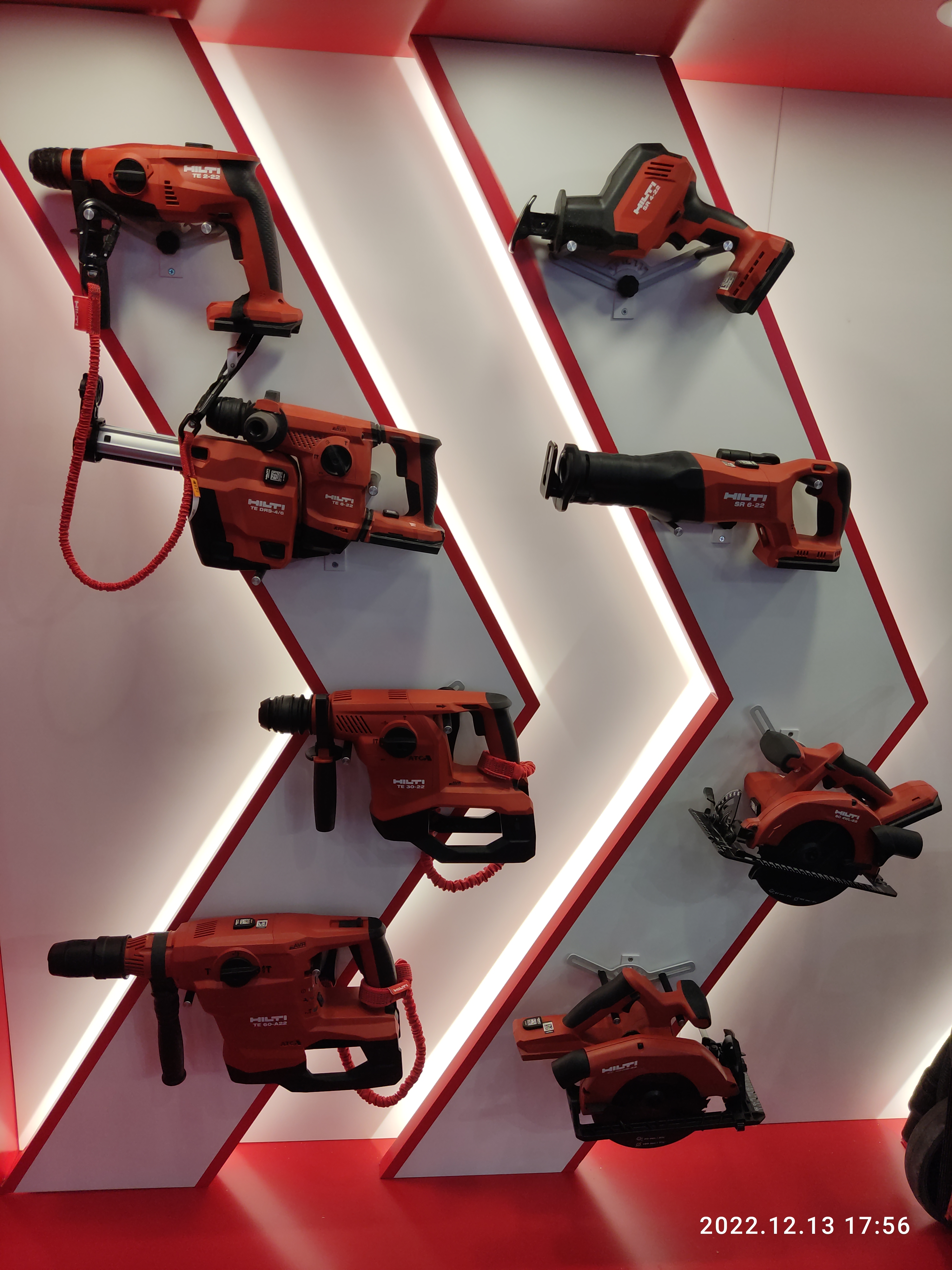
Ruční nářadí HILTI

Společnost vyrábí upevňovací a kotevní systémy, vrtací kladiva, sbíječky, protipožární řešení a nosné systémy, dále pak akumulátorové produktové řady, brusky, měřicí přístroje, motorové pily a hřebíkovačky.

## Dějiny
Firmu Hilti založili v roce 1941 bratři Martin a Eugen Hiltiovi. (Jejich další bratr Toni byl zakladatelem další významné lichtenštejnské firmy, výrobce potravin dnes známého pod jménem Hilcona.) Martin Hilti vystudoval strojírenství a automobilový design na Wismarské technické univerzitě a v době založení společnosti mu bylo 26 let.
Akcie společnosti stále plně ve vlastnictví rodinného trustu Martina Hiltiho. 
Původně firmy Hilti OHG vyráběla zařízení a součástky pro německý průmysl během druhé světové války. Vývoz byl určen především pro Maybach Motorenbau ve Friedrichshafenu a Robert Bosch ve Stuttgartu. Výroba zahrnovala součástky do německých tanků a munice pro nacistické válečné úsilí.
Po válce se firma přeorientovala a zahájila výrobu nastřelovacích pistolí a dalšího stavebního nářadí.

## Organizace

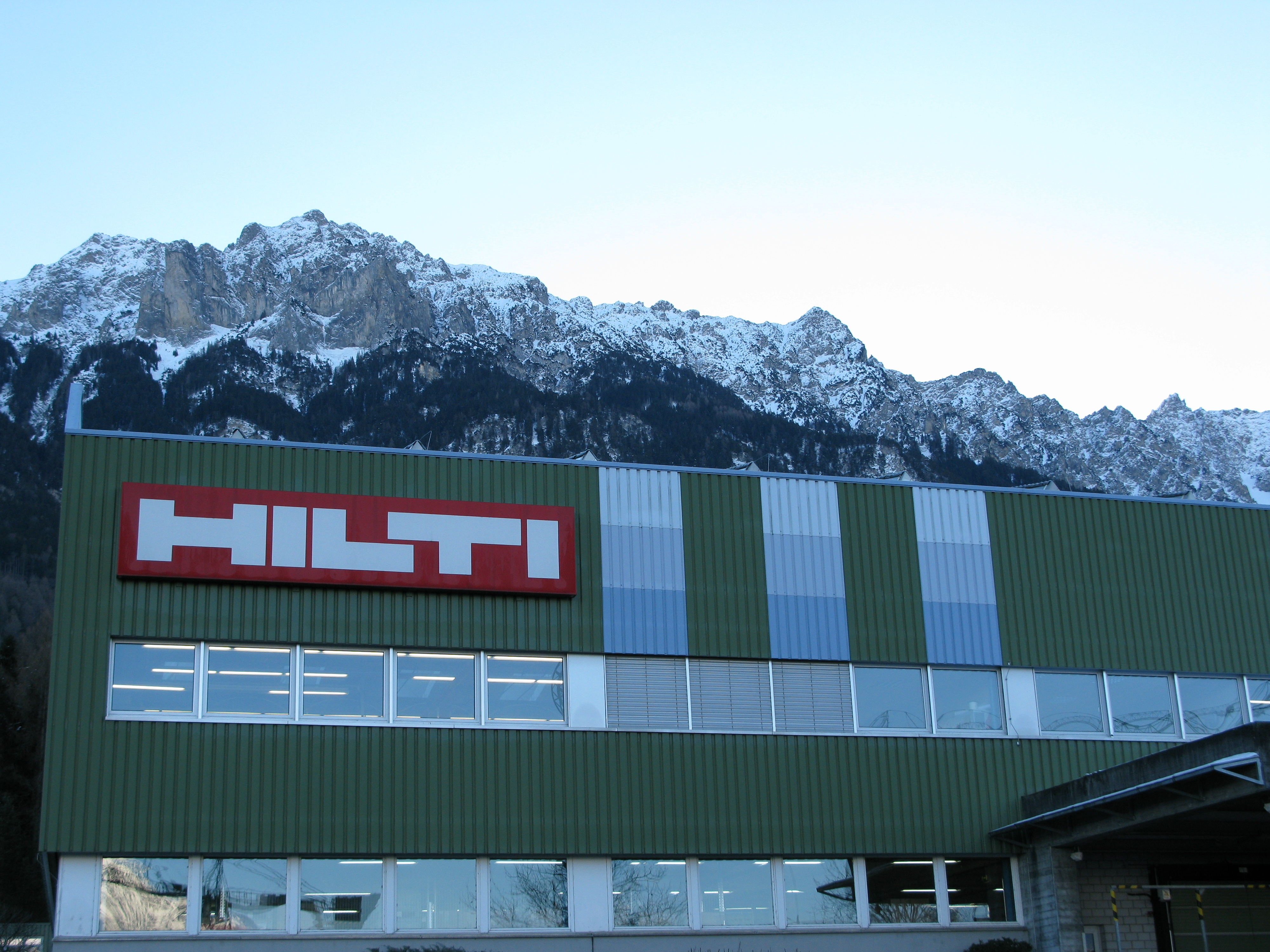
Administrativní budova společnosti HILTI v Schaanu

Skupina Hilti sídlí v obci Schaan v Lichtenštejnsku a je největším zaměstnavatelem v zemi.  Společnost má více než 30 000 zaměstnanců po celém světě.
Výraz Hilti je registrovaná ochranná známka v několika zemích, registrována je také firemní červená referenční barva RAL 3020 ("provozní" červená).

## Výrobní závody

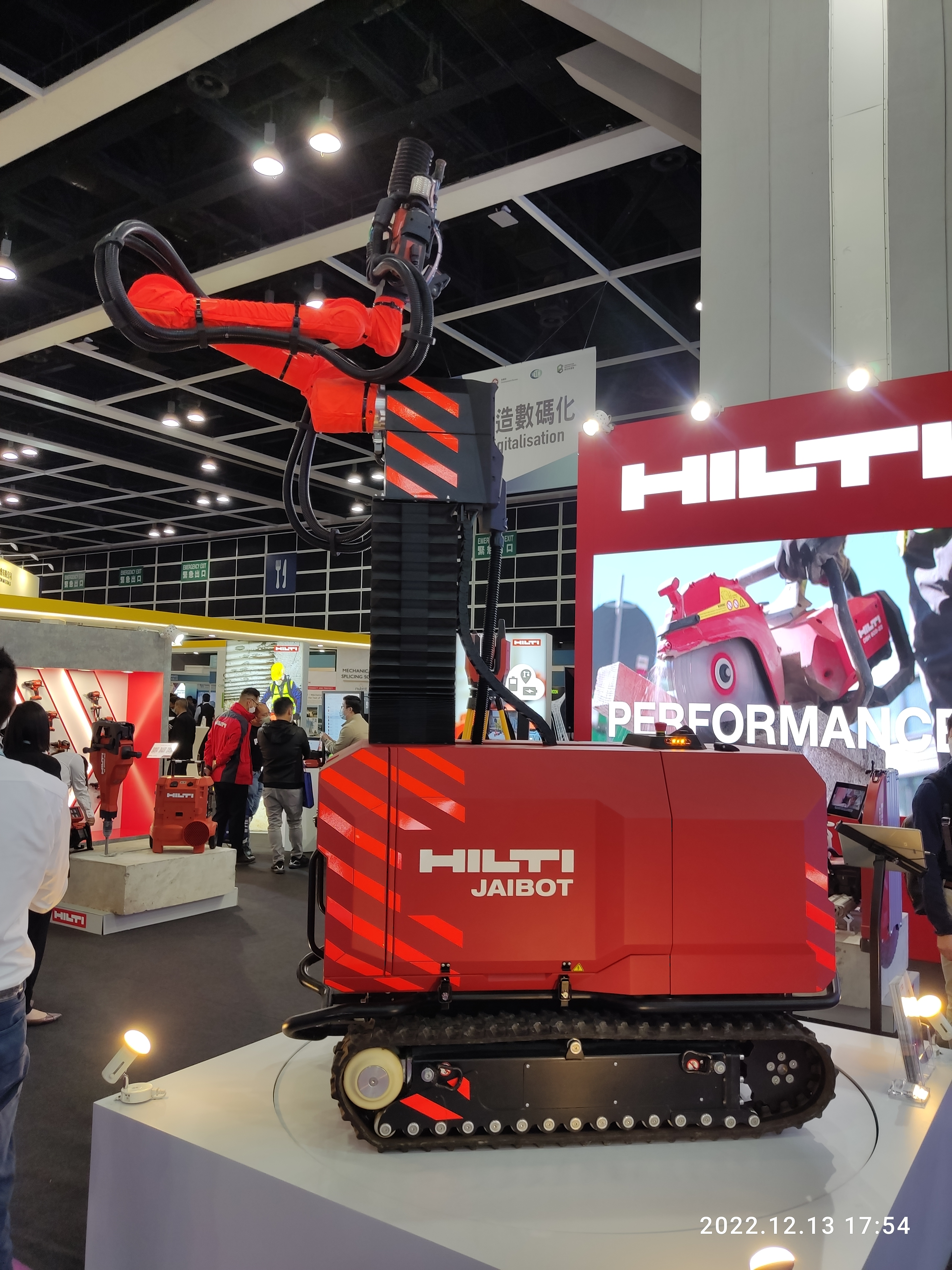
Jaibot na Construction Innovation Expo v Hongkongu, prosinec 2022

Výrobní závody společnosti se nacházejí v destinacích:
- Schaan (Lichtenštejnsko)
- Thüringen (Rakousko)
- Kaufering (Německo)
- Nersingen (Německo)
- Kecskemét (Maďarsko)
- Matamoros (Mexiko)
- Zhanjiang (Čína)
- Šanghaj (Čína)
- Lanzenkirchen (Rakousko)
- Los Angeles (USA)
- Navsari (Indie)